# Іркліївський (заказник)
Іркліївський — ботанічний заказник місцевого значення у Золотоніському районі Черкаської області.

## Опис
Заказник площею 2,0 га розташовано на південно-східній околиці смт Іркліїв та східній околиці с. Скородистик.
Як об'єкт природно-заповідного фонду створено рішенням Черкаського обвиконкому від 28.04.1993 р. № 14-91. Землекористувач або землевласник, у віданні якого перебуває заповідний об'єкт — СКВ «Міжгір'я».
Заказник розташовано у першому правому відгалуженні яру надзаплавної тераси р. Дніпра. Днище і схили його задерновані, подекуди — заліснені. Відвершки яру, в яких проходять ерозійні процеси, заліснені, обваловані. На території заказника збереглися цінні залишки степової рослинності, зокрема ковила волосиста (Червона книга України, Зелена книга України). Домінує костриця борозниста (Festuca sulcata), яка утворює помірно-щільну дернину. Значну участь в утворенні дернини бере тонконіг вузьколистий та костриця очеретяна. Рослинний покрив у днищі яру сформований в основному асоціаціями материнки звичайної, тонконогу лучного, підмаренника справжнього, цмину піскового, кульбаби лікарської, дивини ведмеже вухо, миколайчика польового та іншими. У структурі даних фітоценозів є аморфа кущова, яка на верхівках схилів утворює малопрохідні зарості.

## Галерея

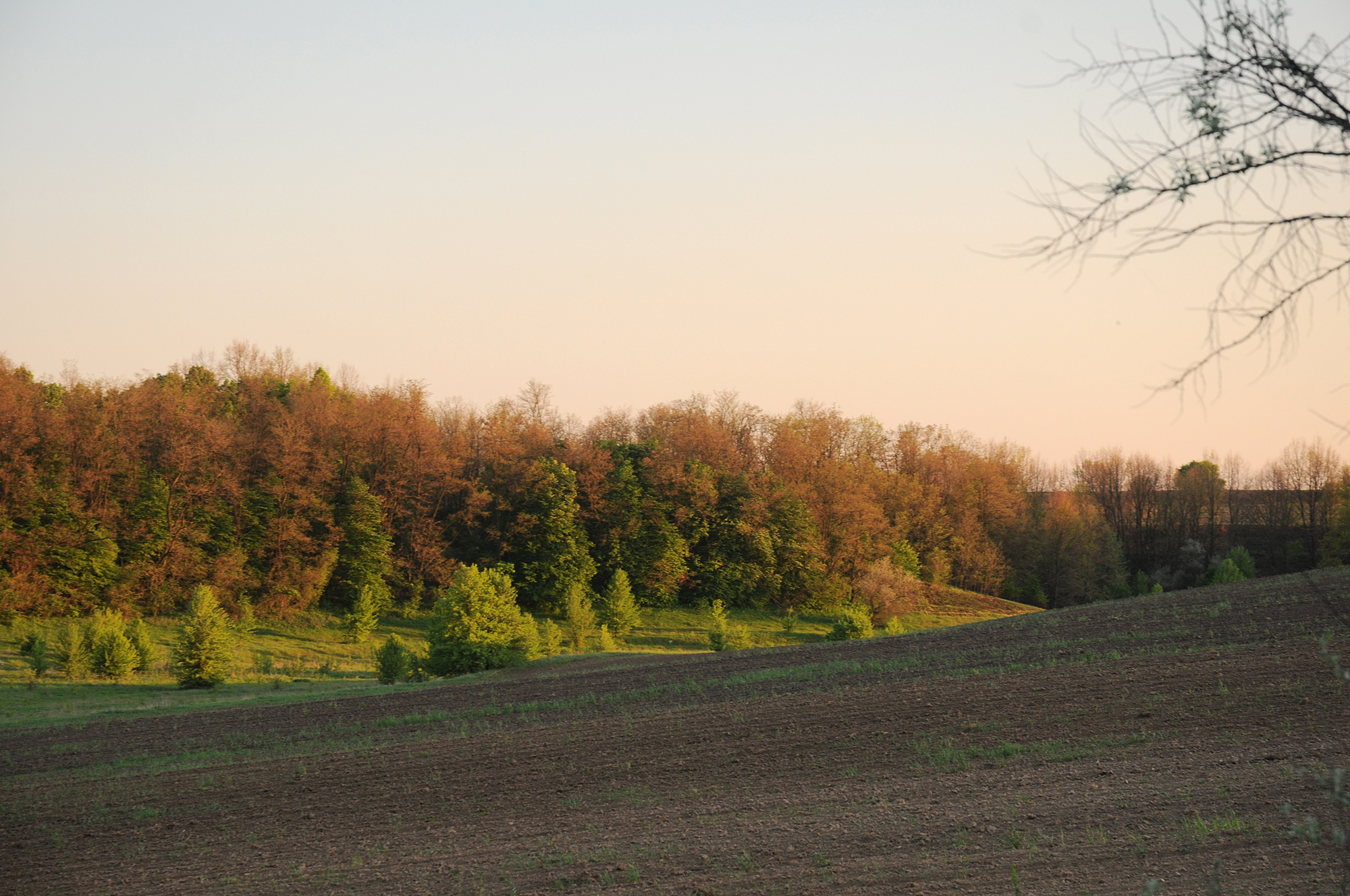